# Jan Ericson (arkitekt)

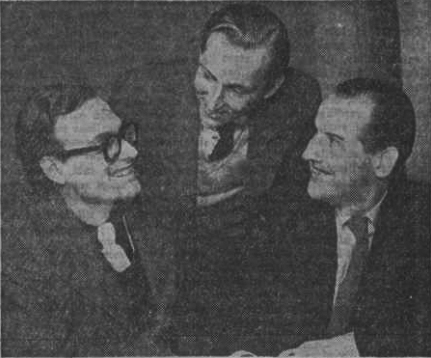
Arkitekterna Torgny Gynnerstedt, Bengt Ågren och Jan Ericson 1956.

Jan Arnold Johannes Ericson, född 25 september 1923 i Drevs församling i Kronobergs län, död 9 november 2019 i Vällingby distrikt i Stockholm, var en svensk arkitekt.

## Biografi
Ericson, som var son till fabriksföreståndare Johannes Ericson och Hulda Svensson, avlade studentexamen i Växjö 1943 och utexaminerades från Kungliga Tekniska högskolan 1950. Han var anställd hos arkitekt Bent Jörgen Jörgensen 1950, på Stockholms stads gatukontors parkavdelning 1951, hos arkitekt Nils Islinger 1952 och blev delägare i arkitektfirman Jan Ericson Torgny Gynnerstedt Bengt Ågren Arkitekter SAR AB 1953. Han utförde bland annat ritningar till en folkhögskola i Skinnskatteberg tillsammans med Torgny Gynnerstedt och Bengt Ågren (1960), medborgarhus i Gamlestaden, Göteborg, (1960), skolor, läroverk och församlingshus samt skrev artiklar i fackpress.